# Kobra (fiume)
La Kobra (in russo Кобра?) è un fiume della Russia europea orientale, affluente di destra del fiume Vjatka (bacino idrografico della Kama). Scorre nella Repubblica dei Komi, nei rajon Priluzskij e Kojgorodskij e nel Nagorskij rajon dell'Oblast' di Kirov.
La sorgente del fiume si trova negli Uvali settentrionali, nella parte sud-orientale della palude Kobra, 30 km a sud-est del villaggio di Ob"jačevo. È un fiume piatto con una leggera pendenza e un flusso lento. Il canale è estremamente tortuoso, il fiume cambia molte volte la direzione della corrente, la direzione generale è sud-est. Prima della foce, scorre lungo l'estremità settentrionale del villaggio di Nagorsk. Sfocia nella Viatka a 921 km dalla foce. Ha una lunghezza di 324 km, il suo bacino è di 7 810 km². Il maggior affluente è la Fëdorovka (lunga 139 km) proveniente dalla destra idrografica.